# Медведковское сельское поселение (Тверская область)
Медведковское сельское поселение (карел. Med’vet’kovan kyläkunda) — муниципальное образование в составе Лесного района Тверской области России.

На территории поселения находятся 23 населенных пункта. Административный центр — посёлок Медведково.

Образовано в 2005 году, включило в себя территории Борисовского, Телятниковского и части Мотылевского, Городковского и Медведковского сельских округов.

## География
- Общая площадь: 759 км²
- Нахождение: юго-восточная часть Лесного района.
  - Граничит:
    - на севере — с Бохтовским СП
    - на востоке — с Сандовским районом, Лукинское СП и Большемалинское СП
    - на юге — с Максатихинским районом, Буденовское СП, Селецкое СП и Труженицкое СП
    - на западе — с Сорогожским СП и Лесным СП

Главная река — Молога, а также её притоки Сарагожа и Медведа. Озёра — Железинское, Лешеозеро, Медведа.

## Население
На 01.01.2010 — 840 человек. На 01.01.2018 население составило 584 человека. Национальный состав: русские и тверские карелы.

## Населенные пункты
На территории поселения находятся следующие населённые пункты:
| №  | Тип нп | Название        | 2010 |
| -- | ------ | --------------- | ---- |
| 1  | дер.   | Большой Бор     | 1    |
| 2  | село   | Борисовское     | 50   |
| 3  | дер.   | Васютино        | 46   |
| 4  | дер.   | Верхние Пороги  | 12   |
| 5  | дер.   | Горка           | 13   |
| 6  | дер.   | Гузеево         | 7    |
| 7  | дер.   | Добрый Бор      | 0    |
| 8  | хутор  | Долгий Мост     | 0    |
| 9  | дер.   | Дорка           | 8    |
| 10 | пос.   | Железенка       | 18   |
| 11 | дер.   | Заболотье       | 25   |
| 12 | дер.   | Заречье         | 9    |
| 13 | дер.   | Каменка         | 4    |
| 14 | дер.   | Костюшино       | 30   |
| 15 | пос.   | Красный Городок | 12   |
| 16 | дер.   | Мартемьянцево   | 2    |
| 17 | пос.   | Медведково      | 423  |
| 18 | дер.   | Мордасы         | 1    |
| 19 | дер.   | Нивищи          | 2    |
| 20 | дер.   | Рассадники      | 9    |
| 21 | дер.   | Сутоки          | 4    |
| 22 | дер.   | Телятники       | 154  |
| 23 | дер.   | Федяйково       | 11   |

### Бывшие населенные пункты
- Абовары
- Одворино
- Линейный Угол
- Роща
- Малый Бор
- Могильник
- Максаково
- Ломник
- Лубяники
- Крапивница

## История
В XII—XVII вв. территория поселения относилась к Бежецкой пятине Новгородской земли.
С XVIII века территория поселения входила:
- в 1708—1727 гг. в Санкт-Петербургскую (Ингерманляндскую 1708—1710 гг.) губернию, Новгородскую провинцию,
- в 1727—1775 гг. в Новгородскую губернию,
- в 1775—1796 гг. в Тверское наместничество,
- в 1796—1803 гг. в Тверскую губернию,
- в 1803—1929 гг. в Тверскую губернию, Весьегонский уезд,
- в 1929—1930 гг. в Московскую область, Михайловский район,
- в 1931—1935 гг. в Московскую область, Лесной район,
- в 1935—1963 гг. в Калининскую область, Лесной район,
- в 1963—1966 гг. в Калининскую область, Максатихинский район,
- в 1966—1990 гг. в Калининскую область, Лесной район,
- с 1990 в Тверскую область, Лесной район.

В XIX — начале XX века большинство деревень поселения относились к Топалковской и Лопатинской волостям Весьегонского уезда. Южная часть поселения (дер. Телятники) относилась к Столоповской волости Вышневолоцкого уезда.

## Известные люди
В деревне Мордасы родился Герой Советского Союза Георгий Францевич Кельпш.